# Umut Tohumcu
 Umut Deger Tohumcu (* 11. August 2004 in Offenburg) ist ein deutsch-türkischer Fußballspieler. Er steht aktuell bei der TSG 1899 Hoffenheim unter Vertrag und ist deutscher Nachwuchsnationalspieler.

## Karriere

### Verein
Nach seinen Anfängen in der Jugend des SC Offenburg, des Offenburger FV und des SC Freiburg wechselte er im Sommer 2017 in die Jugendabteilung der TSG 1899 Hoffenheim. Bereits als Balljunge sorgte er im September 2017 für nationale Schlagzeilen, als er beim 2:0-Heimsieg der TSG 1899 Hoffenheim gegen den FC Bayern München durch seine gute Reaktion den schnellen Einwurf der TSG ermöglichte und damit maßgeblich am Führungstreffer von Mark Uth beteiligt war. Für seinen Verein bestritt er 19 Spiele in der B-Junioren-Bundesliga und 23 Spiele in der A-Junioren-Bundesliga, bei denen ihm insgesamt 23 Tore gelangen.
Am letzten Spieltag der Bundesliga-Saison 2021/22 kam er dort auch zu seinem ersten Einsatz im Profibereich, als er bei der 1:5-Auswärtsniederlage gegen Borussia Mönchengladbach in der 86. Spielminute für Angelo Stiller eingewechselt wurde. Zur Saison 2022/23 stieg Tohumcu, der in dieser Spielzeit noch für die U19 spielberechtigt gewesen wäre, in die zweite Mannschaft auf. Bis zur Winterpause kam er 17-mal in der viertklassigen Regionalliga Südwest zum Einsatz und erzielte 5 Tore. Während der Wintervorbereitung wurde er von André Breitenreiter fest in den Profikader hochgezogen. In der Rückrunde spielte er daraufhin achtmal für die erste Mannschaft in der Bundesliga. Zum Start der Saison 2023/24 absolvierte er die Vorbereitung und das Trainingslager mit der 1. Mannschaft der TSG, spielte aber zu Beginn der Spielzeit nur für die 2. Mannschaft in der Regionalliga Südwest. Ende August 2023 wurde Tohumcu mit der Fritz-Walter-Medaille in Bronze für den Jahrgang U19 ausgezeichnet. Ab Dezember 2023 spielte Tohumcu wieder vermehrt für die 1. Mannschaft in der Bundesliga und verlängerte daraufhin im Februar 2024 seinen Vertrag vorzeitig bis 2028. Nach dem langen Abstiegskampf in der vorherigen Saison beendeten Tohumcu und Hoffenheim diese Spielzeit auf dem 7. Tabellenplatz und qualifizierten sich dadurch für die UEFA Europa League. In diesem Wettbewerb erzielte er am 7. November 2024 gegen Olympique Lyon sein erstes Tor für die Profimannschaft der TSG.

### Nationalmannschaft
Tohumcu hatte ebenfalls ein Angebot der türkischen Auswahlmannschaft, entschied sich aber aufgrund der Perspektive und des geringeren Reisestresses für die deutsche Junioren-Nationalmannschaft. Erstmals kam er im Mai 2019 für zwei Spiele der deutschen U15-Nationalmannschaft zum Einsatz. In den Jahren 2019 und 2020 gelangen ihm in fünf Spielen für die deutsche U16-Nationalmannschaft zwei Tore. Für die deutsche U17-Nationalmannschaft bestritt er im Jahr 2020 ein Spiel. Zwischen 2021 und 2022 gehört er dem Kader der U18-Auswahl an, für die er in neun Spielen ein Tor erzielte. Im restlichen Jahr 2022 sowie 2023 folgten mehrere Einsätze für die U19- und U20-Nationalmannschaft. Ende März 2024 spielte er gegen Israel erstmals für die U21-Auswahl.

## Titel und Auszeichnungen
- Fritz-Walter-Medaille: 2023 in Bronze (U19)

## Familie
Sein Cousin Tufan Kelleci war ebenfalls Profifußballer.